# Sammie Henson

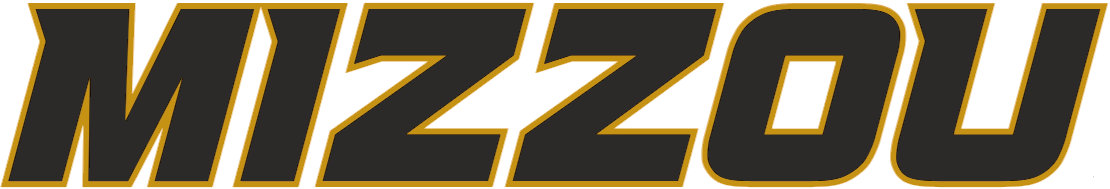
Zawodnik Missouri Tigers

Zawodnik Clemson Tigers

Samuel „Sammie” Henson (ur. 1 stycznia 1971) – amerykański zapaśnik w stylu wolnym. Srebrny medalista Igrzysk w Sydney 2000 w kategorii do 54 kg. Dwukrotny medalista mistrzostw świata, złoto w 1998 i brąz w 2006. Dwukrotny medalista mistrzostw panamerykańskich; srebro w 1993. Drugie miejsce w Pucharze Świata w 1998 i 1999. Srebrny medalista Igrzysk Dobrej Woli w 1998 roku.
Zawodnik St. Charles High School z St. Charles, University of Missouri i Clemson University. Trzy razy All-American (1991, 1993, 1994) w NCAA Division I, pierwszy w 1993 i 1994; piąty w 1991 roku. Po zakończeniu kariery trener zapasów.